# Este es el show
Este es el show fue un programa de televisión argentino emitido por Canal 13 desde el 7 de julio de 2007 hasta el 29 de diciembre de 2017 por Ideas del Sur. Era el programa encargado de mostrar los detrás de cámaras y de tratar todos los temas relacionados con los participantes de los reality show de Ideas del Sur, en especial lo relacionado al Bailando por un sueño, que se emitía dentro de programa Showmatch. Cuando este no se realizaba, entre diciembre y parte de mayo, se trataban otros temas como la temporada en Villa Carlos Paz y Mar del Plata y el mundo de la farándula.

## Historia
El programa tuvo seis temporadas ininterrumpidas desde el sábado 7 de julio de 2007 hasta el viernes 4 de enero de 2013 en Canal 13, los conductores hasta ese entonces fueron José María Listorti, Carla Conte y Denise Dumas.
Un año más tarde, el 14 de abril de 2014, el programa regresó a la grilla. Fue conducido a partir de entonces por José María Listorti y Paula Chaves hasta la despedida definitiva del ciclo, el 29 de diciembre de 2017.                  
En 2018, el periodista y actual jurado del Bailando por un sueño, Marcelo Polino, debutó con un programa satélite del Bailando, Los especialistas del show, sirviéndole de antesala a Bailando. Este programa: fue producido por la productora LaFlia Contenidos y emitido por eltrece.

## Equipo

### Conductores
- José María Listorti (2007-2017)
- Carla Conte (2007-2010)
- Denise Dumas (2010-2012)
- Paula Chaves (2014-2017)

### Panelistas
- Connie Ansaldi (2010-2016)
- Rodrigo Lussich (2010-2011)
- Marcela Coronel (2011-2017)
- Teto Medina (2011-2012)
- Belén Francese (2011-2012)
- Paula Varela (2011-2012)
- Eugenia Lemos (2011-2012)
- Matilda Blanco (2012-2017)
- Marcela Feudale (2012)
- Josefina Pouso (2012)
- Chino Dangelo (2012)
- Mariana Brey (2014-2017)
- Luis Piñeyro (2014-2017)
- Ronen Szwarc (2015-2017)
- Majo Martino (2017)

### Cronistas
- Ángel de Brito (2007-2009, 2012)
- Mariano Iúdica (2010-2011)
- Luis Piñeyro (2014-2017)
- Majo Martino (2014-2016)
- Nicolás Magaldi (2014)
- Guido Zaffora (2015-2016)
- Nara Ferragut (2017)
- Martin Salwe (2017)

### Productores
- Jorge Luengo (2007-2016)
- Alejo Schapachnik (2007-2011)
- Pedro Alfonso (2007-2010)
- Gabriel Fernández (2012-2017)

### Bailarinas
- Flavia Pereda
- Romina Rebecchini
- Florencia Prada
- Grace Quelas

### Cocineros
- Mariano Iúdica (2009)
- Jimena Monteverde (2010-2011)
- Oki (2010-2011)

### Humoristas
- Gladys Florimonte (2007-2009)
- Roberto Peña (2007)
- Martín Bossi (2008)
- Martín Campilongo (2010)
- Álvaro Navia (2010)
- Anita Martínez (2010)
- Sebastián Almada (2010)

## Temporadas
- Primera temporada (2007): Se estrenó el sábado 7 de julio a las 13:00 horas, a cargo de la conducción estaban José María Listorti y Carla Conte. El programa mostraba los detrás de escena y las novedades de Bailando por un sueño, Patinando por un sueño y Cantando por un sueño 2007.[1]

- Segunda temporada (2008): Se emitía los sábados a las 13:00 horas, junto a la conducción de José María Listorti y de Carla Conte. Contaban las novedades de Bailando por un sueño y de Patinando por un sueño 2008, acompañados por el humor de Martin Bossi y sus imitaciones. El programa cambió de horario un tiempo a las 19, pero luego volvió a su horario habitual.

- Tercera temporada (2009): Se emitía los sábados, a las 13:30 horas hasta las 16:00 horas bajo la conducción de José María Listorti y Carla Conte. Se mostraban las novedades de los distintos segmentos de Showmatch, entre ellos El musical de tus sueños, acompañados por el humor y los personajes de Gladys Florimonte y Álvaro Navia. Tiempo después se incorporó una sección de cocina en vivo a cargo de Mariano Iúdica. También se interactuaba con los televidentes a través de distintos juegos por premios, por ejemplo "¿De qué color es?, que consistía en que un/a modelo era mostrado en blanco y negro y utilizaba 3 prendas de vestir, y el participante debía adivinar el color de cada una.

- Cuarta temporada (2010): Con un estudio y escenografía renovada, se emitió de lunes a viernes de 14:30 a 17:00 durante todo el año. El mismo incluía juegos con el público, entrevistas y móviles en vivo desde Villa Carlos Paz y Mar del Plata. El 26 de febrero Carla Conte decidió abandonar la conducción del programa, y el 1º de marzo fue reemplazada por Denise Dumas. El programa contaba con la participación de Anita Martínez en su personaje de Ornela Ósmosis, una especie de vedette frustrada que mostraba las novedades del espectáculo, Álvaro Navia como Brígida y la sección de cocina a cargo de Jimena Monteverde y su asistente Oki. Con el transcurso del tiempo el programa fue cambiando, dedicándose más a hablar de las novedades de Bailando por un sueño y las secciones de cocina que en escasas ocasiones salían al aire.

- Quinta temporada (2011): Se emitió durante todo el año, de lunes a viernes de 14:15 a 17:30 horas, con los backstages y las novedades de la primera temporada del reality show Soñando por bailar, el detrás de cámara de Bailando por un sueño 2011 y  Cantando por un sueño 2011. Empezó el 3 de enero.

- Sexta temporada (2012-2013): Se emitió durante todo el  2012 hasta el 4 de enero de 2013, en el horario de 14.30 a 17.30. Se trataron todos los temas y el detrás de cámara de los reality show, Soñando por bailar 2, Bailando por un sueño 2012, Cantando por un sueño 2012. Una nueva escenografía fue estrenada el 23 de abril de 2012. El 28 de diciembre los conductores se despidieron del programa definitivamente, quedando una semana más al aire bajo la conducción de Marcela Feudale y un grupo de panelistas.

- Séptima temporada (2014): El programa regresa con una renovada escenografía y bajo la conducción de José María Listorti y Paula Chaves el 14 de abril de 2014 en el horario de 16:30 a 18:30. Se entrevistan a los participantes, se cubre el detrás de escena y se debate todo lo relacionado al reality show: Bailando por un sueño 2014. También se muestra lo mejor del Gran Bailando, certamen en el que cómicos imitan a políticos.[2][3]
  - Canción de apertura: "Adrenalina" - Wisin ft Jennifer Lopez & Ricky Martin / Canción de Cierre: "We are Family" - Sister Sledge.

- Octava temporada (2015): El programa regresa con una renovada escenografía en diferentes tonos de azules y verdes y bajo la conducción de José María Listorti y Paula Chaves, en el horario de 16:30 a 18:30.
  - Canción de apertura: "Mamma Mia" - A-teens y "Footloose" - Kenny Loogins / Canción de Cierre: "We are Family" - Sister Sledge y "Dancing Queen" - ABBA.

- Novena temporada (2016): arrancó oficialmente el 1 de enero bajo la conducción de José María Listorti y Paula Chaves, en el horario de 16:15 a 18:30. Luego se emitió hasta las 17:40 h y por último desde las 16:30 hasta las 18:00. El día martes 24 de mayo estrenaron escenografía nueva, con un estilo de madera y piedra, dos pantallas gigantes en la parte superior, sillones individuales para cada miembro y se quitó la mesa con la letra S. Además se agregó un pequeño rincón con un living para que los invitados puedan tomar mate mientras esperan.

El programa finalizó oficialmente el 30 de diciembre por nuevas apuestas del canal y la Productora Ideas del Sur.
- Décima Temporada (2017): El 22 de mayo volvieron al aire tras el final del reality show Cuestión de peso. Nuevamente bajo la conducción de José María Listorti y Paula Chaves, en el horario de 16.30 a 18.00. Esta vez el primer programa se realizó desde el palacio Tatersal, de Palermo, mostrando los detalles de la Foto de Bailando por un sueño 2017.

## Ficha técnica
- Conducción: Denise Dumas – José María Listorti
- Panelistas: Marcela Coronel – Nara Ferragut – Mariana Brey – Luis Piñeyro – Matilda Blanco – Ronen Suarc
- Cronistas: Majo Martino – Guido Zaffora
- Bailarinas: Flavia Pereda – Florencia Prada – Romina Rebecchi
- Vestuario: Mónica Sirio – Gisela Sabino
- Sonido y musicalización: Jorge Fortes – Alejandro Palapoli
- Escenografía: Edgardo Bonelli
- Iluminación: Alejandro Salinas
- Equipo de producción: Ariel Rosenfeld – Bárbara Galitis – Martin Kuperman – Paz Monti
- Equipo de coordinación: Celeste Roth – Matías Báez – Julieta Bello
- Jefe de post-producción: Leandro Vital
- Coordinación de post-producción: Guillermo Prada
- Edición: Luján Pittaro – Judith Szaingurten
- Coordinación pperativa: Edgardo "Pipo" Tomasini
- Producción por artear: Eliana Zuazo
- Producción ejecutiva: Gabriel Fernández
- Coordinación general: Guillermo Hoppe
- Producción general: Pablo Prada – Federico Hoppe
- Dirección: Gustavo Peduto

## Premios y nominaciones
| Año  | Premio               | Categoría                         | Receptor            | Resultado |
| 2008 | Premio Martín Fierro | Labor humorística femenina        | Gladys Florimonte   | Nominada  |
| 2009 | Premio Martín Fierro | Labor humorística femenina        | Gladys Florimonte   | Ganadora  |
| 2011 | Premio Martín Fierro | Labor en conducción masculina     | José María Listorti | Nominado  |
| 2011 | Premio Martín Fierro | Labor en conducción femenina      | Denise Dumas        | Nominada  |
| 2011 | Premio Martín Fierro | Mejor programa de interés general | Este es el show     | Nominado  |
| 2016 | Premio Martín Fierro | Mejor panelista                   | Mariana Brey        | Nominada  |

## Recepción
En el año 2010, la dupla José María Listorti y Denise Dumas lograban picos de 21.0 puntos de índice de audiencia superando ampliamente al debut de Zapping Diario diariamente por más de 10 puntos. El promedio de índice de audiencia del programa durante el 2011 fue de 10/11 puntos de índice de audiencia, aunque en 2012 cayó a 7/8 puntos.
En el 2014, se estrenó la séptima temporada por la pantalla de El Trece bajo la conducción de José María Listorti y Paula Chaves, el programa hizo 6.2 puntos de índice de audiencia y no pudo superar a la competencia Doctores, un show saludable e Historias de corazón que se emiten por Telefe. En el 2015, volvió a subir a 9/10 puntos de índice de audiencia, aunque en el 2016, igual que en 2012, cayó a 7/8 puntos. En 2017, el promedio cayó a 5/6 puntos de índice de audiencia.

## Sucesiones
| Predecesor: Canta conmigo Argentina | Este es el show (1.ª etapa) 4 de enero de 2010 - 4 de enero de 2013 | Sucesor: Dale la tarde |

- Datos: Q5848983